# Hakka himeshimensis
Espèce
Synonymes
- Menemerus himeshimensis Dönitz & Strand, 1906
- Salticus koreanus Wesolowska, 1981

Hakka himeshimensis est une espèce d'araignées aranéomorphes de la famille des Salticidae.

## Distribution
Cette espèce se rencontre en Chine, en Corée du Nord, au Japon et à Hawaï. Elle a été introduite aux États-Unis au Massachusetts et au New Jersey .

## Description

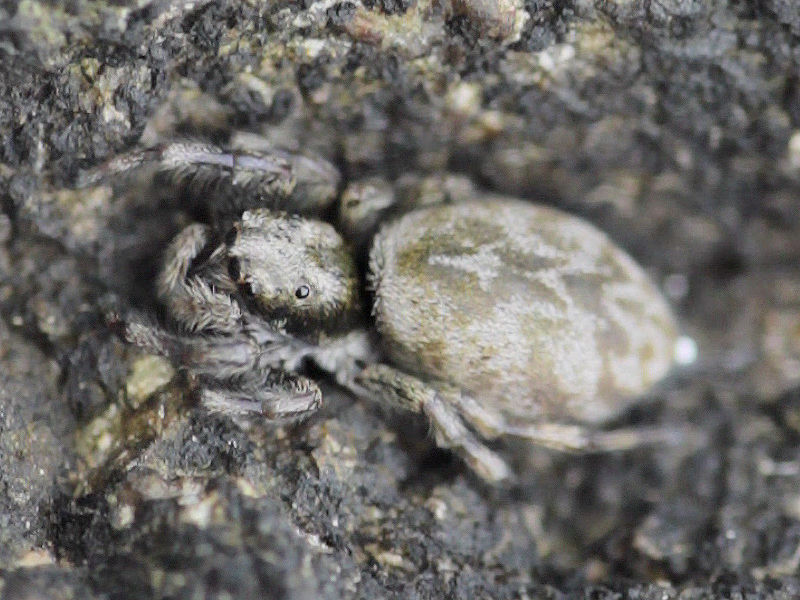
Hakka himeshimensis ♀

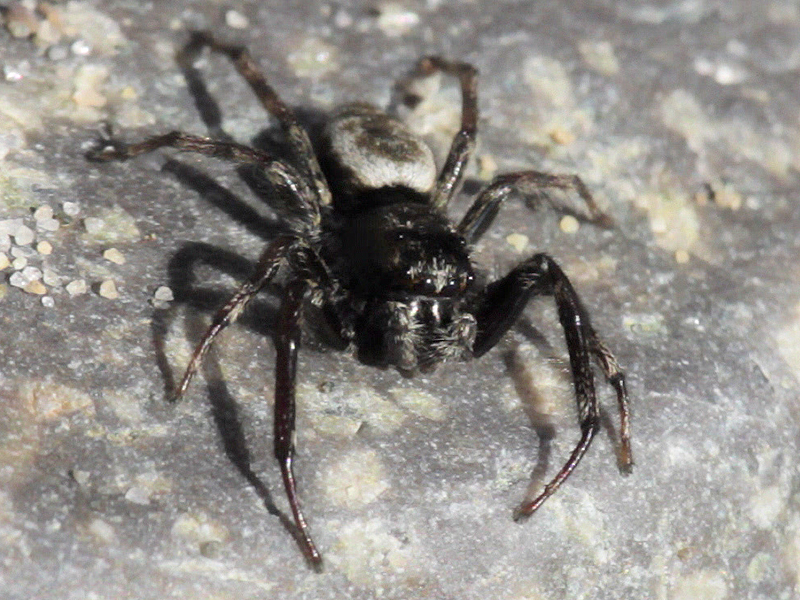
Hakka himeshimensis ♂

Le mâle décrit par Berry et Prószyński en 2001 mesure 6,98 mm.

## Étymologie
Son nom d'espèce, composé de himeshim[a] et du suffixe latin -ensis, « qui vit dans, qui habite », lui a été donné en référence au lieu de sa découverte, Himeshima.

## Publications originales
- Bösenberg & Strand, 1906 : Japanische Spinnen. Abhandlungen der Senckenbergischen Naturforschenden Gesellschaft, vol. 30, p. 93-422 (texte intégral).